# Kiril Pozdniakov
Kiril Pozdniakov (en rus Кирилл Поздняков) (Unetxa, óblast de Briansk, 10 de gener de 1989) és un ciclista azerbaidjanès, d'origen rus. Professional des del 2013 fins al 2019.
Del seu palmarès destaca la Volta a la Xina en el seu primer any en el professionalisme. El 2017 guanyà el Tour de l'Azerbaidjan, el campionat nacional en ruta i dues etapes de la Volta al Marroc, però tots aquests resultats li foren retirats per haver donat positiu en un control antidopatge i ser sancionat durant vuit mesos.
Descontent amb els seus resultats, va retirar-se el 29 de maig de 2019.

## Palmarès
- 2013
  - 1r a la Volta a la Xina I
  - Vencedor d'una etapa al Tour de Taiwan
  - Vencedor d'una etapa a la An Post Rás
  - Vencedor d'una etapa a la Jelajah Malaysia
- 2016
  - 1r al Tour de Szeklerland i vencedor de 2 etapes
  - Vencedor d'una etapa al Sibiu Cycling Tour
- 2017
  -  Campió de l'Azerbaidjan en ruta
  - 1r al Tour de l'Azerbaidjan i vencedor d'una etapa
  - Vencedor de 2 etapes a la Volta al Marroc
- 2018
  - 1r al Gran Premi Alanya
  - Vencedor d'una etapa al Tour de Mersin
  - Vencedor d'una etapa als Cinc anells de Moscou